# Jampang (Gunung Sindur)
Jampang is een bestuurslaag in het regentschap Bogor van de provincie West-Java, Indonesië. Jampang telt 4185 inwoners (volkstelling 2010).